# Оточка
Оточка је насељено место у саставу општине Гола у Копривничко-крижевачкој жупанији, Република Хрватска.

## Историја
До територијалне реорганизације у Хрватској налазила се у саставу старе општине Копривница.

## Становништво
На попису становништва 2011. године, Оточка је имала 238 становника.

## Попис1991.
На попису становништва 1991. године, насељено место Оточка је имало 310 становника, следећег националног састава:
| Попис 1991.‍ | Попис 1991.‍ | Попис 1991.‍ | Попис 1991.‍ | Попис 1991.‍ |
| ----------- | ----------- | ----------- | ----------- | ----------- |
|             |             |             |             |             |
| Хрвати      | Хрвати      |             | 303         | 97,74%      |
| Срби        | Срби        |             | 5           | 1,61%       |
| непознато   | непознато   |             | 2           | 0,64%       |
| укупно: 310 |             |             |             |             |